# Isla Calavera
La isla Calavera (en inglés Skull Island), también conocida como isla Skull, isla de las Calaveras o isla del Cráneo, es una isla ficticia perdida en alguna parte del océano Índico, imaginada y creada por primera vez para la película de aventuras King Kong, de 1933. Desde su creación, este lugar imaginario ha sido referido muchas veces en diversos medios.

## En King Kong (1933)
En su primera aparición, la isla Calavera es un sitio perdido, localizado aproximadamente a 90º longitud Este y 2º latitud Sur, en alguna parte de las costas de Sumatra. Tiene una gran roca distintiva en su centro geográfico que recuerda la forma de un cráneo humano, de donde obtiene su nombre.
Al principio del relato, el terreno se cree deshabitado, pero durante una nueva exploración los protagonistas descubren unos supersticiosos nativos, criaturas prehistóricas de todas clases, y un gorila gigantesco, conocido por los isleños por el nombre de Kong.
Los indígenas de la isla Calavera aparecen retratados de forma similar a los habitantes del oeste de África. La morbosa representación que de ellos hace la película provocó una masiva controversia de activistas de derechos humanos durante el estreno.
La isla nunca es llamada por su nombre en el film, aunque el sitio donde vive Kong es denominado la Montaña del Cráneo. Fue nombrada como isla Calavera en el guion original y, debido a la campaña publicitaria de la película, el público la bautizó rápidamente por su nombre.
En la secuela de esta misma película, estrenada el mismo año y que lleva por título El hijo de Kong, vemos el hundimiento de la isla Calavera en el mar debido a un enorme terremoto. El hijo de Kong - un enorme gorila albino - muere ahogándose mientras rescata a Carl Denham de morir en el mar.
La novela titulada King Kong: rey de la isla de la Calavera hace un intento de revelar la historia de la isla antes de los acontecimientos mostrados en la película de 1933.

## En King Kong (versión de 1976)
Esta adaptación de King Kong, producido en 1976 y dirigido por John Guillermin, muestra una isla algo diferente a la de 1933. Ya no existe la roca distintiva con forma de cráneo humano, pero sí se puede observar que a vista de satélite, es el mismo contorno de la isla el que adopta dicha silueta característica.
En esta versión, el lugar aparece eternamente cubierto por un banco de niebla perenne. Posee además abundante vegetación (estas partes del film fueron rodadas en localizaciones de Hawái). Además no aparecen dinosaurios ni demás bestias prehistóricas, con la excepción de una gigantesca serpiente que ataca a Kong.
Durante el film, la isla no recibe ningún nombre, tan solo el personaje de Jack Prescott se refiere a ella una vez como La playa del Cráneo. En cambio, es nombrada en el tracklist de la banda sonora de la película, compuesta por John Barry.
En la secuela de esta película, King Kong 2 (1986), la isla solo es mencionada por Hank Mitchell como la isla de Kong.

## En King Kong (película y videojuego de 2005)
La isla Calavera del film de 2005 es muy similar a la de 1933. De nuevo aparece como un lugar olvidado, ubicado en alguna parte lejos del oeste de Sumatra, al que los aventureros llegan gracias a un misterioso mapa de origen incierto. La zona parece afectar a los imanes de las brújulas y (al igual que la versión de 1976) suele estar cubierta por densos bancos de niebla.
Algunas partes del contorno de la isla recuerdan vagamente a una gigantesca mano humana, con dedos largos y esqueléticos. Está rodeada por enormes filones de roca tallados en forma de rostros atormentados, y tiene también entrecruzado un enorme muro de piedra medio en ruinas, cubierto por la densa vegetación, supuestamente creado por la misteriosa civilización humana que prosperó en el lugar miles de años atrás. Rastros de esta civilización se encuentran también en otros lugares de la isla, como en las ruinas corroídas por la erosión.
Está plagada de todo tipo de criaturas monstruosas, seres que se han desarrollado más allá de sus antepasados primitivos. Los animales se han convertido en auténticas máquinas violentas y asesinas -el duro ambiente por la supervivencia ha cambiado notablemente el resultado de la evolución-. Además de dinosaurios, la isla es también hogar de enormes insectos y vermes.
El ecosistema de la isla se puede dividir en varios subsistemas más pequeños: la región costera y el poblado nativo, las llamadas tierras bajas, el sistema del pantano y su desembocadura, la frondosa zona selvática, la zona de los abismos; y, por último, las tierras altas.
Los indígenas de esta versión parecen ser de una mezcla de razas melanesias, aunque el director del film Peter Jackson ha indicado que no hay parecido con ninguna raza en especial. Muchos usan pedazos de hueso como collares, y algunos tienen apliques óseos atravesando sus carnes. Muchos también tienen los ojos rojo brillante, probablemente un misterioso rasgo evolutivo desarrollado en aislamiento.

### En el documental Isla Calavera: Historia natural
En el DVD de la película King Kong de Peter Jackson, editado en abril de 2006, se incluye un segundo DVD de extras donde se encuentra el documental Isla Calavera: Historia natural.
Aquí se nos explican posibles teorías para entender por qué existen dinosaurios y animales prehistóricos en la isla. La isla Calavera es un sitio muy volcánico, dado a los terremotos y por donde a través de enormes grietas y fisuras en la tierra salen grandes columnas de humo. Esto mantuvo un clima tropical y lleno de vida durante la época en la que los dinosaurios se extinguieron debido al impacto de un enorme meteorito que cambió el clima del planeta. Durante este tiempo, las criaturas han evolucionado, se han hecho más inteligentes y depredadoras. Como el Velociraptor, que evolucionó al Venatosaurus, mucho más grande y poderoso, el Tyrannosaurus rex en el Vastatosaurus rex, un depredador más grande, evolucionado y feroz.
De acuerdo con el libro, la isla Calavera era geológicamente inestable, hundiéndose en el mar durante los últimos años. En 1933 (durante los eventos de la película de 2005) la isla estaba al borde de su destrucción. Quince años después de su descubrimiento al mundo moderno, la isla Calavera, finalmente se hundió en el océano.
Tres mil años antes, una civilización avanzada en el sudeste de Asia emigró a la isla, trayendo con ellos animales domésticos como los búfalos y los antepasados de Kong. Esta cultura murió, dejando en sí ruinas por la isla (por ejemplo, la muralla) y poblaciones de nativos.

## Kong: La Isla Calavera (2017)
La Isla Calavera es el escenario principal de Kong: La Isla Calavera, que se desarrolla en el mismo universo de la película Godzilla de 2014 de Gareth Edwards. Kong mide 104 pies (31,7 m) de altura en la película. En la isla hay evidencia de que alguna vez existieron más especies de Kong en la isla. 
La isla está ubicada en el Pacífico Sur y se encuentra en el ojo de un enorme sistema de tormentas giratorias que ha permitido su ocultación del mundo exterior. Esta versión de la isla se asemeja a un cráneo humano cuando se ve desde el aire.
La isla está situada encima de una entrada a la Tierra Hueca, que es el hogar de grandes depredadores de dos patas parecidos a lagartos que han llegado a ser conocidos como "Skullcrawlers" que se conocen como los "demonios" de la isla. Los Skullcrawlers acabaron con la familia de King Kong, convirtiéndolo en el último de su especie.
También hay evidencia de dinosaurios viviendo, o habiendo vivido, en la isla, en forma de un cráneo de Triceratops encontrado en el "cementerio" de la isla. 
Varias otras especies se denominan "florafauna" por mostrar rasgos fisiológicos de las plantas. Al igual que en las encarnaciones anteriores, hay una tribu nativa humana presente (caracterizada como Iwis) que es mucho menos hostil que en versiones anteriores, principalmente porque un piloto aéreo varado de la Segunda Guerra Mundial, llamado Hank Marlow hace las paces entre ellos y los humanos de hoy en día. La película ve una expedición en 1973 que aterriza en la isla después de que  es detectada por Landsat.
Durante los créditos de Godzilla: King of the Monsters, un recorte de periódico afirma que los Titanes despiertos están comenzando a converger en la Isla Calavera, que comienza a volverse inestable. También se revela en la película que Monarch tiene un puesto de avanzada en Isla Calavera.

## Habitantes de Isla Calavera
Existen aborígenes habitando la isla, los mismos que adoran al gigantesco simio. Buscando bajar costos para la versión cinematográfica de 1933 este grupo de habitantes son representados por aquellos que en el filme de 1932, Ave del paraíso, dirigiera King Vidor.

### EnKing KongyEl hijo de Kong

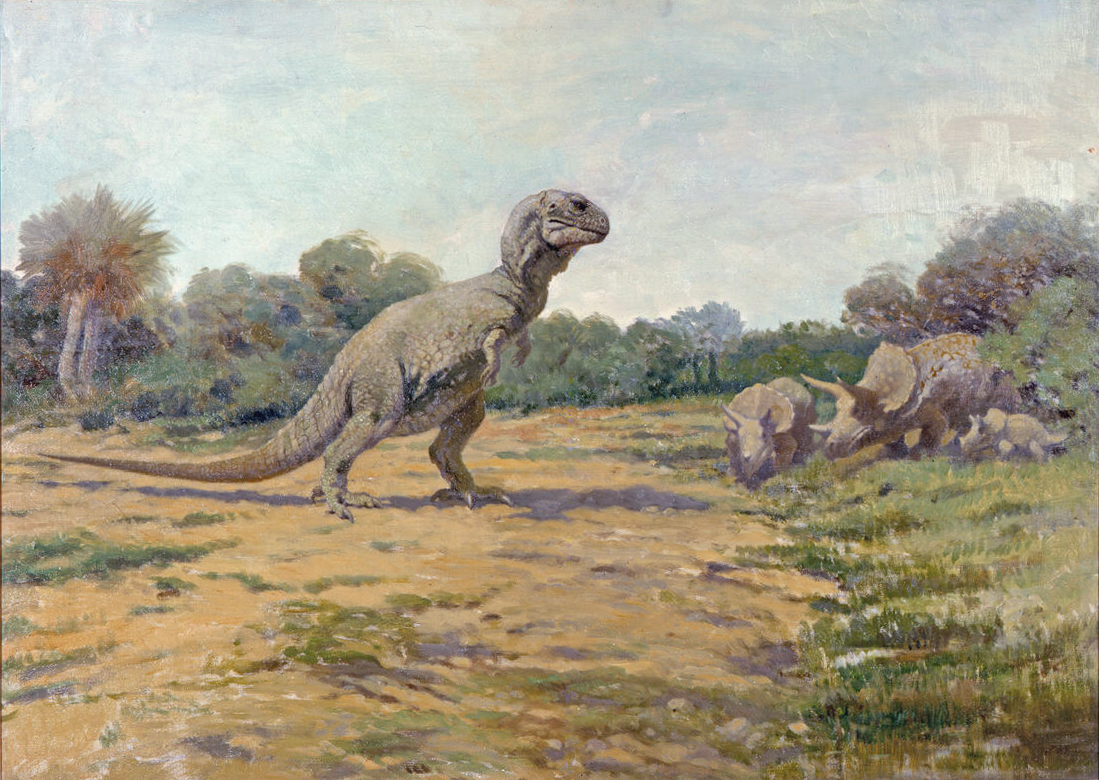
El Tyrannosaurus de Charles R. Knight en el Museo Americano de Historia Natural, fue en el que se basó el gran terópodo de la película

- Stegosaurus: Aparece en una secuencia en la que ataca a la tripulación de Carl Denham. Como si fuera un rinoceronte hambriento, ataca a los hombres y ellos responden al ataque con bombas de gas. Orville Goldner, que trabajó en la película, describe a éste dinosaurio como la combinación de dos géneros: el Stegosaurus ungulatus y el menos conocido Kentrosaurus.
- Apatosaurus: Éste dinosaurio de cuello largo aparece atacando a los hombres de Carl mientras cruzan un pantano, haciendo volcar la balsa de los protagonistas y acorralando en un árbol a un marinero hasta matarlo. Un error común dice que el saurópodo se come al hombre, pero tal como dice el guion y observando bien el film, tan solo lo mata y abandona el cuerpo de la víctima -identificada como Tim-. La criatura vuelve a aparecer en El hijo de Kong.
- Un lagarto gigantesco de dos patas: Ésta criatura escala a través de una liana para atacar a Jack Driscoll en una enorme grieta, pero cae de nuevo al fondo cuando Jack corta la liana. Es un animal similar a una iguana. Orville Goldner dijo que estaba inspirado en el desmatosuchus.
- Un gran terópodo que ha sido identificado como una especie de tyrannosaurus y allosaurus: El dinosaurio fue modelado por Charles R. Knight siguiendo la descripción de un tyrannosaurus. Sin embargo, la criatura posee 2 dedos por mano, y los tyrannosaurus solo tenían dos. (Cabe señalar que el número de dedos de éste dinosaurio fue muy discutido, y no confirmado hasta mediados de la década de 1990). Merian C. Cooper se referiría a ésta bestia como un allosaurus, lo que ayudaría a explicar el número de dedos en el film. Sin embargo, la criatura fue originalmente concebida como un tyrannosaurus diseñado para la cancelada película de Willis O'Brien "Creation" (1931). Además se puede destacar que el tyrannosaurus de Willis O´Brien que aparece en su anterior film "El mundo perdido" de 1925, también tiene un tercer dedo. En el guion el dinosaurio aparece como un gran "consumidor de carne". La criatura aparece en la icónica escena en la que Kong defiende a Ann de la bestia, matándo al dinosaurio después de una prolongada lucha.
- Una criatura parecida a un Elasmosaurus: muy estilizada, una especie de gigantesco réptil acuático, con formas que recuerdan a una serpiente, con largo cuello y cola, así como con dos pares de aletas. Habita en el área del pantano burbujeante que está dentro de la cueva de Kong. Goldner describe a ésta bestia como un ceresiosaurus. Tiene una gran lucha con Kong cuando intenta atacar a Ann.
- Una especie de pteranodon volador, que es la última gran criatura que aparece en la primera película de Kong. También tiene una lucha con el simio.
- Teratornis: Éstas aves se pueden ver volando alrededor del tyrannosaurus muerto. Uno de ellos es visto comiendo al del dinosaurio muerto y es espantado cuando se acerca Jack Driscoll.
- Rhamphorhynchus: Los pequeños Rhamphorhynchus son vistos volando alrededor de la montaña de la calavera. Unos pocos están volando alrededor de la gran cueva en la base de la montaña, mientras que otros se ven en la guarida de Kong, cerca de la parte superior de la montaña.
- Archaeopteryx: Los pequeños Archaeopteryx son vistos volando por la jungla. Algunos vuelan cuando el stegosaurus entra en acción, y uno vuela alrededor del gran árbol seco y muerto donde Kong ha depositado a Ann para protegerla. Según Goldner, los hicieron volar entre los árboles "gracias a unos cables invisibles".
- Arsinoitherium: Éste enorme mamífero prehistórico persigue a los hombres. Según Goldner, Cooper tenía dudas acerca del arsinoitherium y ordenó rodar la escena de nuevo con un styracosaurus. Ambas escenas fueron cortadas porque restaban atención a la audiencia.
- Gigantophis garstini: Según Goldner "ésta enorme serpiente que apareció en una escena que más tarde sería cortada, realmente existió en zonas del actual Egipto". Ésta serpiente gigante asusta a Ann en la base del árbol muerto en la que es colocada por el simio. Aunque la criatura no llegó a aparecer en la versión estrenada, aún podemos ver la reacción de Ann al verla, que es justo antes de que aparezca el tyrannosaurus.
- Cynognathus: creado para la secuencia eliminada del foso de las arañas, es una especie de reptil muy parecido a los mamíferos. Goldner declaró que "sólo estaba parcialmente inspirado en ésta criatura, que muchas de los monstruos del foso eran inventadas y producto de su imaginación."
- Una gigantesca criatura, mezcla de araña y cangrejo con tentáculos: apareció en el guion original y en los primeros pases de la película, en la escena eliminada y más tarde recreada del foso de las arañas, donde se come a uno de los supervivientes de la caída del árbol por la grieta.
- Triceratops: Solo aparecen en el guion original, tienen un encuentro con Kong en las zonas volcánicas, en las que les tira grandes rocas creando una estampida de la manada y matando a un miembro de la tripulación del Venture.
- Oso gigante: Un oso gigantesco que ataca a Denham y Hilda, pero es derrotado por el hijo de Kong y este oso sale huyendo.
- Styracosaurus: Cuando Corners Hellstrom, Englehorn y Charlie entran en la cueva del hijo de Kong, matan a uno con sus armas. Originalmente iba a aparecer en King Kong, para perseguir a la tripulación.
- Serpiente de la cueva: Una criatura parecida a un dragón que amenaza a Denham y Hilda, pero es muerta por Kiko, el hijo de Kong. En algunos aspectos se asemeja a un gran Protorosaurus.
- Una especie de plesiosaurio parecido a un dragón aparece al final del film, en una muy estilizada encarnación de este reptil marino que se come a Hellstrom cuando éste intenta huir. Para crear a ésta criatura se usó la misma armadura que usó el brontosaurio del filme predecesor.

### En la versión de 1976
- Aparte de Kong y los aborígenes, la única criatura que aparece en esta versión de la isla es una gigantesca serpiente. Tiene una lucha con el simio, y a diferencia de la batalla original con el tyrannosaurus en el film de 1933 en el que le desencaja la mandíbula, esta vez el gorila se la arranca completamente.

### EnKing Kong(2005)
- Los aborígenes de la isla. En este film están representados de una forma grotesca, con huesos atravesados en sus rostros, pulseras con cráneos reducidos y ojos blancos.
- Una manada de brontosaurios perseguidos por depredadores. Estos, a la vez, persiguen a Carl y a sus hombres.
- Unos misteriosos raptores parecidos a los velocirraptores. Aunque éstos son más grandes que los auténticos. Reciben el nombre de Venatosaurus.
- Dos lagartos enormes persiguen a la chica. Ella se esconde en un tronco en descomposición. Reciben el nombre de Foetodon, uno de ellos es asesinado por un V-rex.
- Un Hadrosaurido llamado Ligocristus está siendo devorado por uno de los Foetodones,
- En el mismo tronco, una escolopendra gigante la atemoriza.
- Tres tiranosáuridos llamados Vastatosaurus rex luchan contra Kong, que defiende a la chica de los reptiles.
- Hay murciélagos normales y corrientes.
- Arañas gigantes, Wetas, y tijeretas atacan a los exploradores.
- Sanguijuelas gigantes llamadas Carnictis succionan al cocinero Lumpy (Andy Serkis).
- Escorpiones gigantes que rodean a los exploradores.
- Roedores gigantes parecidos a los murcielagos llamados Terapusmordax que atacan a Kong mientras Jack Driscoll rescata a Ann.
- Un ceratópsido llamado Ferrucutus ataca a Carl y a sus hombres en una escena eliminada de la película. Sin embargo, en la otra versión, se puede apreciar al animal bebiendo en un abrevadero durante pocos segundos, en un plano general del paisaje.
- En otra escena eliminada, un monstruo acuático ataca a Carl y a sus hombres en un pantano. No sin que antes estos fueran atacados por unos escorpiones acuáticos que huyeron despavoridos al ver acercarse a la bestia. El monstruo recibe el nombre de Piranhadon.
- También hay peces marinos normales y corrientes, cuyas cabezas aparecen en la escena donde Jack y sus hombres entran en el templo de los nativos.
- En otra escena eliminada se puede apreciar a una ave del terror denominada "brutornis"" que es herida debido a unos disparos y re-matada para que esta deje de sufrir.

### En King Kong (2017)
Kong: La Isla Calavera es una película de King Kong situada en esta isla, y ambientada en el MonsterVerse. La intención de esta nueva película es hacer un reinicio de serie de películas, donde se mostrará el origen de King Kong, se estrenó el 9 de marzo de 2017.

## Viabilidad científica
Todas las versiones de King Kong presentan una isla habitada por animales gigantes, tanto invertebrados como vertebrados, pero a pesar de que el análisis biofísico de Kong y otras criaturas concluye que algunos son biofísicamente viables, el ecosistema de la isla no podría sustentarlos.

## Cultura popular
El parque temático de Universal Orlando Resort, Islands of Adventure, cuenta con una atracción llamada "Skull Island: Reign of Kong", que se basa en el adaptación de Peter Jackson.

## Otras referencias
- Una isla con forma de calavera aparece en los pósteres iniciales de la película Pirates of the Caribbean: The Curse of the Black Pearl.
- En el film Sky Captain y el mundo del mañana, aparece una isla llamada La Isla de Totenkopf, muy parecida a Isla Calavera. Se puede ver un barco llamado de la misma forma que el que aparece en la película King Kong, el Venture, hundido en las costas de la misma.
- En la película "Jurassic Park II, The Lost World", Steven Spielberg cuenta la historia de una expedición que lleva una enorme criatura (un Tiranosuario, en este caso) desde una isla remota hasta la ciudad de San Diego. Este singular homenaje queda reforzado en el nombre de la embarcación, llamada también "Venture".
- Isla Calavera aparece en un episodio de la serie de televisión Los Simpson, donde se parodia King Kong. Concretamente en el capítulo "La Casita del horror 3", pero la isla es llamada "La Isla del Mono"
- El nombre científico para el gorila gigante King Kong es Megaprimatus Kong. Esta especie se puede decir que deriva del gigantopitecus. King Kong fue el último de los Megaprimatus.
- En la película Braindead (1992), también de Peter Jackson, aparece una Isla Calavera, que es mostrada como un lugar relativamente estéril de la costa de Sumatra con follaje muy pequeño y playas rocosas. Se hace referencia a una cierta tecnología presente en la isla, pues aparece un jeep a lo largo de la orilla rocosa. Nunca se indica qué clase de criaturas viven en esta Isla Calavera, aparte del Mono-Rata de Sumatra. La criatura es horrible, y se encuentra solamente en esa isla, es descendiente de ratas y de monos. Su mordedura, resultando fatal, puede convertir a un ser humano en zombi. Los indígenas de esta Isla Calavera también parecen estar inspirados en nativos de África.
- En el videojuego Donkey Kong Country, la isla natal de Donkey Kong tiene una montaña similar a la de la Isla Calavera, pero con la cara de Donkey Kong. Esta isla es repetida en el juego Donkey Kong 64. Además en el juego Donkey Kong Country 2: Diddy's Kong Quest también aparece una isla con la calavera de un kremling (el enemigo típico de Donkey Kong).
- Una Isla Calavera aparece también en la tercera entrega de la saga de videojuegos Monkey Island de 1997, titulada The Curse of Monkey Island. La isla solo es accesible a través de un pequeño bote remado por una especie de fantasma.
- en el complemento "El Mundo de The League of Extraordinary Gentlemen" hace referencia a la isla calavera, la cual, según la historia fue descubierta por primera vez por Simbad.
- Charlie Marlow y la rata gigante de Sumatra (2012) de Alberto López Aroca, es un pastiche de Sherlock Holmes y el capitán Charlie Marlow que transcurre en la Isla Calavera, aunque en la novela se la llama Isla de la Niebla.
- En la serie infantil italiana "Winx Club", en la sexta temporada en el capítulo 14, Daphne la hermana de Bloom hace referencia de la isla para encontrar los objetos mágicos que las llevaran al Legendarium, el capítulo 15 transcurre en dicha isla.